# ATP Buenos Aires 2007 - Singolare
Il singolare del torneo di tennis ATP Buenos Aires 2007, facente parte dell'ATP Tour, ha avuto come vincitore Juan Mónaco che ha battuto in finale Alessio Di Mauro 6-1, 6-2.

## Round Robin

### Round Robin 1
|   | Round Robin 1              | NAL          | HOR               | CAN               |
| 1 | David Nalbandian (1) (0-2) |              | HOR 6-4, 6-3      | CAN 6-4, 6-4      |
| 2 | Luis Horna (2-0)           | HOR 6-4, 6-3 |                   | HOR 4-6, 6-2, 6-2 |
| 3 | Guillermo Cañas (S) (1-1)  | CAN 6-4, 6-4 | HOR 4-6, 6-2, 6-2 |                   |

- Vincitore del round robin:  Luis Horna

### Round Robin 2
|   | Round Robin 2         | MOY                  | MON                  | STA          |
| 1 | Carlos Moyá (5) (1-1) |                      | MON 6-4, 6(3)–7, 6-0 | MOY 6-4, 6-4 |
| 2 | Juan Mónaco (2-0)     | MON 6-4, 6(3)–7, 6-0 |                      | MON 6-3, 6-4 |
| 3 | Potito Starace (0-2)  | MOY 6-4, 6-4         | MON 6-3, 6-4         |              |

- Vincitore del round robin:  Juan Mónaco

### Round Robin 3
|   | Round Robin 3                  | ALM             | VAS          | GAL             |
| 1 | Nicolás Almagro (4) (2-0)      |                 | ALM 7-5, 6-4 | ALM 6-4, 7-6(2) |
| 2 | Martín Vassallo Argüello (1-1) | ALM 7-5, 6-4    |              | VAS 6-2, 6-4    |
| 3 | Stefano Galvani (LL) (0-2)     | ALM 6-4, 7-6(2) | VAS 6-2, 6-4 |                 |

- Vincitore del round robin:  Nicolás Almagro

### Round Robin 4
|   | Round Robin 4                | CHE               | MAR               | AND               |
| 1 | Juan Ignacio Chela (7) (2-0) |                   | CHE 6-1, 6-3      | CHE 3-6, 7-5, 6-3 |
| 2 | Alberto Martín (0-2)         | CHE 6-1, 6-3      |                   | AND 6-3, 2-6, 6-1 |
| 3 | Igor' Andreev (1-1)          | CHE 3-6, 7-5, 6-3 | AND 6-3, 2-6, 6-1 |                   |

- Vincitore del round robin:  Juan Ignacio Chela

### Round Robin 5
|   | Round Robin 5                                                                                       | GAU/BER      | RAM             | DIM             |
| 1 | Gastón Gaudio (6) (1-1) Gaudio ha giocato solo un match, poi è stato rimpiazzato da Carlos Berlocq. |              | RAM 6-1, 6-1    | BER 6-1, 6-4    |
| 2 | Rubén Ramírez Hidalgo (1-1)                                                                         | RAM 6-1, 6-1 |                 | DIM 6-4, 7-6(8) |
| 3 | Alessio Di Mauro (1-1)                                                                              | BER 6-1, 6-4 | DIM 6-4, 7-6(8) |                 |

- Vincitore del round robin:  Alessio Di Mauro

### Round Robin 6
|   | Round Robin 6                                                                                     | CAL/VAN                 | MON                  | SAR                     |
| 1 | Agustín Calleri (3) (0-2) Calleri ha giocato un solo match, poi è stato rimpiazzto da Jiří Vaněk. |                         | MON 6(4)–7, 6-4, 6-4 | SAR 7-6(8), 6(2)–7, 6-3 |
| 2 | Albert Montañés (2-0)                                                                             | MON 6(4)–7, 6-4, 6-4    |                      | MON 6-3, 6-3            |
| 3 | Flávio Saretta (S) (1-1)                                                                          | SAR 7-6(8), 6(2)–7, 6-3 | MON 6-3, 6-3         |                         |

- Vincitore del round robin:  Albert Montañés

### Round Robin 7
|   | Round Robin 7              | ACA             | ROI                  | HAR                  |
| 1 | José Acasuso (8) (0-2)     |                 | ROI 7-6(4), 6-1      | HAR 6-3r             |
| 2 | Sergio Roitman (1-1)       | ROI 7-6(4), 6-1 |                      | HAR 5-7, 6-4, 7-6(4) |
| 3 | Diego Hartfield (WC) (2-0) | HAR 6-3r        | HAR 5-7, 6-4, 7-6(4) |                      |

- Vincitore del round robin:  Diego Hartfield

### Round Robin 8
|   | Round Robin 8                                             | FER                  | DLO/LAP           | DEV                  |
| 1 | Juan Carlos Ferrero (2) (1-1)                             |                      | FER 6-3, 6-3      | DEV 1-6, 7-6(2), 6-0 |
| 2 | Lukáš Dlouhý (1-1) Dlouhy ha rimpiazzato Nicolás Lapentti | FER 6-3, 6-3         |                   | LAP 6-3, 2-6, 6-3    |
| 3 | Nicolas Devilder (1-1)                                    | DEV 1-6, 7-6(2), 6-0 | LAP 6-3, 2-6, 6-3 |                      |

- Vincitore del round robin:  Nicolas Devilder

## Tabellone

### Legenda
| - Q = Qualificato - WC = Wild card - LL = Lucky loser | - ALT = Alternate - SE = Special Exempt - PR = Protected Ranking | - w/o = Walkover - r = Ritirato - d = Squalificato |

## Qualificazioni

### Finali
|  | Quarti           | Quarti             | Quarti             | Quarti | Quarti |  |  | Semifinali | Semifinali       | Semifinali       | Semifinali       | Semifinali       |   |   | Finale      | Finale      | Finale      | Finale | Finale |  |
|  |                  |                    |                    |        |        |  |  |            |                  |                  |                  |                  |   |   |             |             |             |        |        |  |
|  | Luis Horna       | Luis Horna         | 6                  | 2      | 3      |  |  |            |                  |                  |                  |                  |   |   |             |             |             |        |        |  |
|  | Juan Mónaco      | Juan Mónaco        | 4                  | 6      | 6      |  |  |            | Juan Mónaco      | Juan Mónaco      | 6                | 7                |   |   |             |             |             |        |        |  |
|  | 4                | Nicolás Almagro    | Nicolás Almagro    | 6      | 6      |  |  | 4          | Nicolás Almagro  | Nicolás Almagro  | 1                | 6(3)             |   |   |             |             |             |        |        |  |
|  | 7                | Juan Ignacio Chela | Juan Ignacio Chela | 4      | 3      |  |  |            |                  |                  |                  |                  |   |   | Juan Mónaco | Juan Mónaco | Juan Mónaco | 6      | 6      |  |
|  | Alessio Di Mauro | Alessio Di Mauro   | 1                  | 6      | 6      |  |  |            |                  | Alessio Di Mauro | Alessio Di Mauro | Alessio Di Mauro | 1 | 2 |             |             |             |        |        |  |
|  | Albert Montañés  | Albert Montañés    | 6                  | 4      | 2      |  |  |            | Alessio Di Mauro | Alessio Di Mauro | 6                | 6                |   |   |             |             |             |        |        |  |
|  | WC               | Diego Hartfield    | Diego Hartfield    | 6      | 7      |  |  | WC         | Diego Hartfield  | Diego Hartfield  | 1                | 4                |   |   |             |             |             |        |        |  |
|  |                  | Nicolas Devilder   | Nicolas Devilder   | 4      | 5      |  |  |            |                  |                  |                  |                  |   |   |             |             |             |        |        |  |